# 말리 축구 국가대표팀
말리 축구 국가대표팀(프랑스어: Équipe du Mali de football)은 말리를 대표하는 축구 국가대표팀으로 말리 축구 연맹에서 관리한다. 아프리카의 신흥 강호로 불리는 팀으로 1960년 4월 13일 중앙아프리카 공화국을 상대로 국제 A매치 첫 경기를 치렀으며 4-3 승리를 거두었다. 현재 3월 26일 스타디움을 홈 구장으로 사용하고 있다.

## 국제 대회 경력

### FIFA 월드컵
비록 현재까지 월드컵 본선 경험은 전무하지만 2010년 아프리카 네이션스컵 예선을 겸한 2010년 FIFA 월드컵 아프리카 지역 예선과 2022년 FIFA 월드컵 아프리카 지역 예선에서 최종 예선까지 오르는 성과를 거두었다.

### 아프리카 네이션스컵
아프리카 네이션스컵 본선에는 11번 출전하여 이 중 1972년 대회에서 준우승을 차지했고 5번의 대회에서는 4강에 이름을 올렸으며 참가국이 24개로 늘어난 2019년 대회에서는 16강에 진출하는 등 7번의 본선에서 16강 혹은 8강 이상의 성적을 거두었다. 

### 아프리카 네이션스 챔피언십
자국 리그에서 활동하는 선수들만 참가할 수 있는 아프리카 네이션스 챔피언십 본선에는 3번 출전하여 이 가운데 2016년 대회에서 준우승의 성과를 거두었고 전 대회인 2014년 대회에서는 8강에 진출했다.

## 기타 국제 대회 경력
아밀카르 카브랄컵에서는 19번의 대회 중 B팀의 전적을 포함해 3번의 우승과 4번의 준우승을 차지했고 올아프리카 게임 축구에는 5번 출전하여 이 중 1965년 대회에서 은메달을 획득했다.

## FIFA 월드컵 (본선)
| 년도   | 결과      | 순위      | 경기      | 승        | 무*       | 패        | 득점      | 실점      | 승점      |
| ------ | --------- | --------- | --------- | --------- | --------- | --------- | --------- | --------- | --------- |
| 1930년 | 독립 이전 | 독립 이전 | 독립 이전 | 독립 이전 | 독립 이전 | 독립 이전 | 독립 이전 | 독립 이전 | 독립 이전 |
| 1934년 | 독립 이전 | 독립 이전 | 독립 이전 | 독립 이전 | 독립 이전 | 독립 이전 | 독립 이전 | 독립 이전 | 독립 이전 |
| 1938년 | 독립 이전 | 독립 이전 | 독립 이전 | 독립 이전 | 독립 이전 | 독립 이전 | 독립 이전 | 독립 이전 | 독립 이전 |
| 1950년 | 독립 이전 | 독립 이전 | 독립 이전 | 독립 이전 | 독립 이전 | 독립 이전 | 독립 이전 | 독립 이전 | 독립 이전 |
| 1954년 | 독립 이전 | 독립 이전 | 독립 이전 | 독립 이전 | 독립 이전 | 독립 이전 | 독립 이전 | 독립 이전 | 독립 이전 |
| 1958년 | 독립 이전 | 독립 이전 | 독립 이전 | 독립 이전 | 독립 이전 | 독립 이전 | 독립 이전 | 독립 이전 | 독립 이전 |
| 1962년 | 없음      | 없음      | 없음      | 없음      | 없음      | 없음      | 없음      | 없음      | 없음      |
| 1966년 | 기권      | 기권      | 기권      | 기권      | 기권      | 기권      | 기권      | 기권      | 기권      |
| 1970년 | 불참      | 불참      | 불참      | 불참      | 불참      | 불참      | 불참      | 불참      | 불참      |
| 1974년 | 불참      | 불참      | 불참      | 불참      | 불참      | 불참      | 불참      | 불참      | 불참      |
| 1978년 | 불참      | 불참      | 불참      | 불참      | 불참      | 불참      | 불참      | 불참      | 불참      |
| 1982년 | 불참      | 불참      | 불참      | 불참      | 불참      | 불참      | 불참      | 불참      | 불참      |
| 1986년 | 불참      | 불참      | 불참      | 불참      | 불참      | 불참      | 불참      | 불참      | 불참      |
| 1990년 | 불참      | 불참      | 불참      | 불참      | 불참      | 불참      | 불참      | 불참      | 불참      |
| 1994년 | 기권      | 기권      | 기권      | 기권      | 기권      | 기권      | 기권      | 기권      | 기권      |
| 1998년 | 기권      | 기권      | 기권      | 기권      | 기권      | 기권      | 기권      | 기권      | 기권      |
| 2002년 | 예선 탈락 | 예선 탈락 | 예선 탈락 | 예선 탈락 | 예선 탈락 | 예선 탈락 | 예선 탈락 | 예선 탈락 | 예선 탈락 |
| 2006년 | 예선 탈락 | 예선 탈락 | 예선 탈락 | 예선 탈락 | 예선 탈락 | 예선 탈락 | 예선 탈락 | 예선 탈락 | 예선 탈락 |
| 2010년 | 예선 탈락 | 예선 탈락 | 예선 탈락 | 예선 탈락 | 예선 탈락 | 예선 탈락 | 예선 탈락 | 예선 탈락 | 예선 탈락 |
| 2014년 | 예선 탈락 | 예선 탈락 | 예선 탈락 | 예선 탈락 | 예선 탈락 | 예선 탈락 | 예선 탈락 | 예선 탈락 | 예선 탈락 |
| 2018년 | 예선 탈락 | 예선 탈락 | 예선 탈락 | 예선 탈락 | 예선 탈락 | 예선 탈락 | 예선 탈락 | 예선 탈락 | 예선 탈락 |
| 합계   |           |           |           |           |           |           |           |           |           |

### FIFA 월드컵 (예선)
| 1930년 | 독립 이전                                     | 독립 이전                                     | 독립 이전                                     | 독립 이전                                     | 독립 이전                                     | 독립 이전                                     | 독립 이전                                     |                                               |                                               |
| 1934년 | 독립 이전                                     | 독립 이전                                     | 독립 이전                                     | 독립 이전                                     | 독립 이전                                     | 독립 이전                                     | 독립 이전                                     |                                               |                                               |
| 1938년 | 독립 이전                                     | 독립 이전                                     | 독립 이전                                     | 독립 이전                                     | 독립 이전                                     | 독립 이전                                     | 독립 이전                                     |                                               |                                               |
| 1950년 | 독립 이전                                     | 독립 이전                                     | 독립 이전                                     | 독립 이전                                     | 독립 이전                                     | 독립 이전                                     | 독립 이전                                     |                                               |                                               |
| 1954년 | 독립 이전                                     | 독립 이전                                     | 독립 이전                                     | 독립 이전                                     | 독립 이전                                     | 독립 이전                                     | 독립 이전                                     |                                               |                                               |
| 1958년 | 독립 이전                                     | 독립 이전                                     | 독립 이전                                     | 독립 이전                                     | 독립 이전                                     | 독립 이전                                     | 독립 이전                                     |                                               |                                               |
| 1962년 | 없음                                          | 없음                                          | 없음                                          | 없음                                          | 없음                                          | 없음                                          | 없음                                          |                                               |                                               |
| 1966년 | 기권                                          | 기권                                          | 기권                                          | 기권                                          | 기권                                          | 기권                                          | 기권                                          |                                               |                                               |
| 1970년 | 불참                                          | 불참                                          | 불참                                          | 불참                                          | 불참                                          | 불참                                          | 불참                                          | 불참                                          | 불참                                          |
| 1974년 | 불참                                          | 불참                                          | 불참                                          | 불참                                          | 불참                                          | 불참                                          | 불참                                          | 불참                                          | 불참                                          |
| 1978년 | 불참                                          | 불참                                          | 불참                                          | 불참                                          | 불참                                          | 불참                                          | 불참                                          | 불참                                          | 불참                                          |
| 1982년 | 불참                                          | 불참                                          | 불참                                          | 불참                                          | 불참                                          | 불참                                          | 불참                                          | 불참                                          | 불참                                          |
| 1986년 | 불참                                          | 불참                                          | 불참                                          | 불참                                          | 불참                                          | 불참                                          | 불참                                          | 불참                                          | 불참                                          |
| 1990년 | 불참                                          | 불참                                          | 불참                                          | 불참                                          | 불참                                          | 불참                                          | 불참                                          | 불참                                          | 불참                                          |
| 1994년 | 기권                                          | 기권                                          | 기권                                          | 기권                                          | 기권                                          | 기권                                          | 기권                                          | 기권                                          | 기권                                          |
| 1998년 | 기권                                          | 기권                                          | 기권                                          | 기권                                          | 기권                                          | 기권                                          | 기권                                          | 기권                                          | 기권                                          |
| 2002년 | 2                                             | 1                                             | 0                                             | 1                                             | 3                                             | 4                                             | 3                                             |                                               |                                               |
| 2006년 | 12                                            | 4                                             | 2                                             | 6                                             | 15                                            | 15                                            | 14                                            |                                               |                                               |
| 2010년 | 12                                            | 6                                             | 3                                             | 3                                             | 21                                            | 15                                            | 21                                            |                                               |                                               |
| 2014년 | 6                                             | 2                                             | 2                                             | 2                                             | 7                                             | 7                                             | 8                                             |                                               |                                               |
| 2018년 | 8                                             | 1                                             | 4                                             | 3                                             | 4                                             | 11                                            | 7                                             |                                               |                                               |
| 합계   | 40                                            | 14                                            | 11                                            | 15                                            | 50                                            | 52                                            | 53                                            |                                               |                                               |
| 순위   | 월드컵 예선 승점 순위 : 120위 (아프리카 26위) | 월드컵 예선 승점 순위 : 120위 (아프리카 26위) | 월드컵 예선 승점 순위 : 120위 (아프리카 26위) | 월드컵 예선 승점 순위 : 120위 (아프리카 26위) | 월드컵 예선 승점 순위 : 120위 (아프리카 26위) | 월드컵 예선 승점 순위 : 120위 (아프리카 26위) | 월드컵 예선 승점 순위 : 120위 (아프리카 26위) | 월드컵 예선 승점 순위 : 120위 (아프리카 26위) | 월드컵 예선 승점 순위 : 120위 (아프리카 26위) |

## 아프리카 네이션스컵(본선)
| 아프리카 네이션스컵 본선 기록 | 아프리카 네이션스컵 본선 기록        | 아프리카 네이션스컵 본선 기록        | 아프리카 네이션스컵 본선 기록        | 아프리카 네이션스컵 본선 기록        | 아프리카 네이션스컵 본선 기록        | 아프리카 네이션스컵 본선 기록        | 아프리카 네이션스컵 본선 기록        | 아프리카 네이션스컵 본선 기록        | 아프리카 네이션스컵 본선 기록        |
| 년도                          | 결과                                 | 순위                                 | 경기                                 | 승                                   | 무                                   | 패                                   | 득점                                 | 실점                                 | 승점                                 |
| ----------------------------- | ------------------------------------ | ------------------------------------ | ------------------------------------ | ------------------------------------ | ------------------------------------ | ------------------------------------ | ------------------------------------ | ------------------------------------ | ------------------------------------ |
| 1957년                        | 독립 이전                            | 독립 이전                            | 독립 이전                            | 독립 이전                            | 독립 이전                            | 독립 이전                            | 독립 이전                            | 독립 이전                            | 독립 이전                            |
| 1959년                        | 독립 이전                            | 독립 이전                            | 독립 이전                            | 독립 이전                            | 독립 이전                            | 독립 이전                            | 독립 이전                            | 독립 이전                            | 독립 이전                            |
| 1962년                        | 불참                                 | 불참                                 | 불참                                 | 불참                                 | 불참                                 | 불참                                 | 불참                                 | 불참                                 | 불참                                 |
| 1963년                        | 불참                                 | 불참                                 | 불참                                 | 불참                                 | 불참                                 | 불참                                 | 불참                                 | 불참                                 | 불참                                 |
| 1965년                        | 예선 탈락                            | 예선 탈락                            | 예선 탈락                            | 예선 탈락                            | 예선 탈락                            | 예선 탈락                            | 예선 탈락                            | 예선 탈락                            | 예선 탈락                            |
| 1968년                        | 예선 탈락                            | 예선 탈락                            | 예선 탈락                            | 예선 탈락                            | 예선 탈락                            | 예선 탈락                            | 예선 탈락                            | 예선 탈락                            | 예선 탈락                            |
| 1970년                        | 예선 탈락                            | 예선 탈락                            | 예선 탈락                            | 예선 탈락                            | 예선 탈락                            | 예선 탈락                            | 예선 탈락                            | 예선 탈락                            | 예선 탈락                            |
| 1972년                        | 준우승                               | 2위                                  | 5                                    | 1                                    | 3                                    | 1                                    | 11                                   | 11                                   | 6                                    |
| 1974년                        | 예선 탈락                            | 예선 탈락                            | 예선 탈락                            | 예선 탈락                            | 예선 탈락                            | 예선 탈락                            | 예선 탈락                            | 예선 탈락                            | 예선 탈락                            |
| 1976년                        | 예선 탈락                            | 예선 탈락                            | 예선 탈락                            | 예선 탈락                            | 예선 탈락                            | 예선 탈락                            | 예선 탈락                            | 예선 탈락                            | 예선 탈락                            |
| 1978년                        | 실격                                 | 실격                                 | 실격                                 | 실격                                 | 실격                                 | 실격                                 | 실격                                 | 실격                                 | 실격                                 |
| 1980년                        | 불참                                 | 불참                                 | 불참                                 | 불참                                 | 불참                                 | 불참                                 | 불참                                 | 불참                                 | 불참                                 |
| 1982년                        | 예선 탈락                            | 예선 탈락                            | 예선 탈락                            | 예선 탈락                            | 예선 탈락                            | 예선 탈락                            | 예선 탈락                            | 예선 탈락                            | 예선 탈락                            |
| 1984년                        | 예선 탈락                            | 예선 탈락                            | 예선 탈락                            | 예선 탈락                            | 예선 탈락                            | 예선 탈락                            | 예선 탈락                            | 예선 탈락                            | 예선 탈락                            |
| 1986년                        | 예선 탈락                            | 예선 탈락                            | 예선 탈락                            | 예선 탈락                            | 예선 탈락                            | 예선 탈락                            | 예선 탈락                            | 예선 탈락                            | 예선 탈락                            |
| 1988년                        | 기권                                 | 기권                                 | 기권                                 | 기권                                 | 기권                                 | 기권                                 | 기권                                 | 기권                                 | 기권                                 |
| 1990년                        | 예선 탈락                            | 예선 탈락                            | 예선 탈락                            | 예선 탈락                            | 예선 탈락                            | 예선 탈락                            | 예선 탈락                            | 예선 탈락                            | 예선 탈락                            |
| 1992년                        | 예선 탈락                            | 예선 탈락                            | 예선 탈락                            | 예선 탈락                            | 예선 탈락                            | 예선 탈락                            | 예선 탈락                            | 예선 탈락                            | 예선 탈락                            |
| 1994년                        | 4강                                  | 4위                                  | 5                                    | 2                                    | 0                                    | 3                                    | 4                                    | 8                                    | 6                                    |
| 1996년                        | 예선 탈락                            | 예선 탈락                            | 예선 탈락                            | 예선 탈락                            | 예선 탈락                            | 예선 탈락                            | 예선 탈락                            | 예선 탈락                            | 예선 탈락                            |
| 1998년                        | 예선 탈락                            | 예선 탈락                            | 예선 탈락                            | 예선 탈락                            | 예선 탈락                            | 예선 탈락                            | 예선 탈락                            | 예선 탈락                            | 예선 탈락                            |
| 2000년                        | 예선 탈락                            | 예선 탈락                            | 예선 탈락                            | 예선 탈락                            | 예선 탈락                            | 예선 탈락                            | 예선 탈락                            | 예선 탈락                            | 예선 탈락                            |
| 2002년                        | 4강                                  | 4위                                  | 6                                    | 2                                    | 2                                    | 2                                    | 5                                    | 5                                    | 8                                    |
| 2004년                        | 4강                                  | 4위                                  | 6                                    | 3                                    | 1                                    | 2                                    | 10                                   | 10                                   | 10                                   |
| 2006년                        | 예선 탈락                            | 예선 탈락                            | 예선 탈락                            | 예선 탈락                            | 예선 탈락                            | 예선 탈락                            | 예선 탈락                            | 예선 탈락                            | 예선 탈락                            |
| 2008년                        | 조별리그                             | 10위                                 | 3                                    | 1                                    | 1                                    | 1                                    | 1                                    | 3                                    | 4                                    |
| 2010년                        | 조별리그                             | 9위                                  | 3                                    | 1                                    | 1                                    | 1                                    | 7                                    | 6                                    | 4                                    |
| 2012년                        | 4강                                  | 3위                                  | 6                                    | 3                                    | 1                                    | 2                                    | 6                                    | 5                                    | 10                                   |
| 2013년                        | 4강                                  | 3위                                  | 6                                    | 2                                    | 2                                    | 2                                    | 7                                    | 8                                    | 8                                    |
| 2015년                        | 조별리그                             | 10위                                 | 3                                    | 0                                    | 3                                    | 0                                    | 3                                    | 3                                    | 3                                    |
| 2017년                        | 조별리그                             | 12위                                 | 3                                    | 0                                    | 2                                    | 1                                    | 1                                    | 2                                    | 2                                    |
| 2019년                        | 16강                                 | 11위                                 | 4                                    | 2                                    | 1                                    | 1                                    | 6                                    | 3                                    | 7                                    |
| 총계                          | 11회 진출(11/30)                     | 준우승(1회)                          | 50                                   | 17                                   | 17                                   | 16                                   | 61                                   | 64                                   | 68                                   |
| 순위                          | 아프리카 네이션스컵 역대 순위 : 12위 | 아프리카 네이션스컵 역대 순위 : 12위 | 아프리카 네이션스컵 역대 순위 : 12위 | 아프리카 네이션스컵 역대 순위 : 12위 | 아프리카 네이션스컵 역대 순위 : 12위 | 아프리카 네이션스컵 역대 순위 : 12위 | 아프리카 네이션스컵 역대 순위 : 12위 | 아프리카 네이션스컵 역대 순위 : 12위 | 아프리카 네이션스컵 역대 순위 : 12위 |

### 아프리카 네이션스컵(예선)
| 아프리카 네이션스컵 예선 기록 | 아프리카 네이션스컵 예선 기록 | 아프리카 네이션스컵 예선 기록 | 아프리카 네이션스컵 예선 기록 | 아프리카 네이션스컵 예선 기록 | 아프리카 네이션스컵 예선 기록 | 아프리카 네이션스컵 예선 기록 | 아프리카 네이션스컵 예선 기록 |
| 년도                          | 경기                          | 승                            | 무*                           | 패                            | 득점                          | 실점                          | 승점                          |
| ----------------------------- | ----------------------------- | ----------------------------- | ----------------------------- | ----------------------------- | ----------------------------- | ----------------------------- | ----------------------------- |
| 1957년                        | 독립 이전                     | 독립 이전                     | 독립 이전                     | 독립 이전                     | 독립 이전                     | 독립 이전                     | 독립 이전                     |
| 1959년                        | 독립 이전                     | 독립 이전                     | 독립 이전                     | 독립 이전                     | 독립 이전                     | 독립 이전                     | 독립 이전                     |
| 1962년                        | 불참                          | 불참                          | 불참                          | 불참                          | 불참                          | 불참                          | 불참                          |
| 1963년                        | 불참                          | 불참                          | 불참                          | 불참                          | 불참                          | 불참                          | 불참                          |
| 1965년                        | 4                             | 1                             | 0                             | 3                             | 4                             | 8                             | 3                             |
| 1968년                        | 4                             | 2                             | 0                             | 2                             | 5                             | 4                             | 6                             |
| 1970년                        | 2                             | 0                             | 1                             | 1                             | 0                             | 4                             | 1                             |
| 1972년                        | 4                             | 3                             | 1                             | 0                             | 7                             | 2                             | 10                            |
| 1974년                        | 4                             | 1                             | 3                             | 0                             | 8                             | 6                             | 6                             |
| 1976년                        | 2                             | 1                             | 0                             | 1                             | 3                             | 5                             | 3                             |
| 1978년                        | 실격                          | 실격                          | 실격                          | 실격                          | 실격                          | 실격                          | 실격                          |
| 1980년                        | 불참                          | 불참                          | 불참                          | 불참                          | 불참                          | 불참                          | 불참                          |
| 1982년                        | 4                             | 2                             | 0                             | 2                             | 7                             | 7                             | 6                             |
| 1984년                        | 4                             | 2                             | 0                             | 2                             | 5                             | 6                             | 6                             |
| 1986년                        | 4                             | 1                             | 2                             | 1                             | 4                             | 9                             | 5                             |
| 1988년                        | 기권                          | 기권                          | 기권                          | 기권                          | 기권                          | 기권                          | 기권                          |
| 1990년                        | 6                             | 2                             | 3                             | 1                             | 8                             | 6                             | 9                             |
| 1992년                        | 6                             | 0                             | 3                             | 3                             | 2                             | 7                             | 3                             |
| 1994년                        | 6                             | 3                             | 1                             | 2                             | 8                             | 7                             | 10                            |
| 1996년                        | 10                            | 5                             | 1                             | 4                             | 15                            | 10                            | 16                            |
| 1998년                        | 6                             | 3                             | 0                             | 3                             | 9                             | 9                             | 9                             |
| 2000년                        | 8                             | 3                             | 4                             | 1                             | 8                             | 3                             | 13                            |
| 2002년                        | 자동진출(개최국)              | 자동진출(개최국)              | 자동진출(개최국)              | 자동진출(개최국)              | 자동진출(개최국)              | 자동진출(개최국)              | 자동진출(개최국)              |
| 2004년                        | 6                             | 4                             | 1                             | 1                             | 9                             | 2                             | 13                            |
| 2006년                        | 12                            | 4                             | 2                             | 6                             | 15                            | 15                            | 14                            |
| 2008년                        | 6                             | 3                             | 3                             | 0                             | 10                            | 1                             | 12                            |
| 2010년                        | 12                            | 6                             | 3                             | 3                             | 21                            | 15                            | 21                            |
| 2012년                        | 6                             | 3                             | 1                             | 2                             | 9                             | 6                             | 10                            |
| 2013년                        | 2                             | 2                             | 0                             | 0                             | 7                             | 1                             | 6                             |
| 2015년                        | 6                             | 3                             | 0                             | 3                             | 8                             | 6                             | 9                             |
| 2017년                        | 6                             | 5                             | 1                             | 0                             | 13                            | 3                             | 16                            |
| 2019년                        | 6                             | 4                             | 2                             | 0                             | 10                            | 2                             | 14                            |
| 합계                          | 136                           | 63                            | 32                            | 41                            | 195                           | 144                           | 221                           |

## 하계 올림픽
| 올림픽 축구 기록 | 올림픽 축구 기록 | 올림픽 축구 기록 | 올림픽 축구 기록 | 올림픽 축구 기록 | 올림픽 축구 기록 | 올림픽 축구 기록 | 올림픽 축구 기록 | 올림픽 축구 기록 | 올림픽 축구 기록 |
| 년도             | 결과             | 순위             | 경기             | 승               | 무*              | 패               | 득점             | 실점             | 승점             |
| ---------------- | ---------------- | ---------------- | ---------------- | ---------------- | ---------------- | ---------------- | ---------------- | ---------------- | ---------------- |
| 1964년           | 진출 실패        | 진출 실패        | 진출 실패        | 진출 실패        | 진출 실패        | 진출 실패        | 진출 실패        | 진출 실패        | 진출 실패        |
| 1968년           | 진출 실패        | 진출 실패        | 진출 실패        | 진출 실패        | 진출 실패        | 진출 실패        | 진출 실패        | 진출 실패        | 진출 실패        |
| 1972년           | 진출 실패        | 진출 실패        | 진출 실패        | 진출 실패        | 진출 실패        | 진출 실패        | 진출 실패        | 진출 실패        | 진출 실패        |
| 1976년           | 불참             | 불참             | 불참             | 불참             | 불참             | 불참             | 불참             | 불참             | 불참             |
| 1980년           | 진출 실패        | 진출 실패        | 진출 실패        | 진출 실패        | 진출 실패        | 진출 실패        | 진출 실패        | 진출 실패        | 진출 실패        |
| 1984년           | 진출 실패        | 진출 실패        | 진출 실패        | 진출 실패        | 진출 실패        | 진출 실패        | 진출 실패        | 진출 실패        | 진출 실패        |
| 1988년           | 진출 실패        | 진출 실패        | 진출 실패        | 진출 실패        | 진출 실패        | 진출 실패        | 진출 실패        | 진출 실패        | 진출 실패        |
| 1992년           | 진출 실패        | 진출 실패        | 진출 실패        | 진출 실패        | 진출 실패        | 진출 실패        | 진출 실패        | 진출 실패        | 진출 실패        |
| 1996년           | 진출 실패        | 진출 실패        | 진출 실패        | 진출 실패        | 진출 실패        | 진출 실패        | 진출 실패        | 진출 실패        | 진출 실패        |
| 2000년           | 진출 실패        | 진출 실패        | 진출 실패        | 진출 실패        | 진출 실패        | 진출 실패        | 진출 실패        | 진출 실패        | 진출 실패        |
| 2004년           | 8강              | 5위              | 4                | 1                | 2                | 1                | 5                | 4                | 5                |
| 2008년           | 진출 실패        | 진출 실패        | 진출 실패        | 진출 실패        | 진출 실패        | 진출 실패        | 진출 실패        | 진출 실패        | 진출 실패        |
| 2012년           | 진출 실패        | 진출 실패        | 진출 실패        | 진출 실패        | 진출 실패        | 진출 실패        | 진출 실패        | 진출 실패        | 진출 실패        |
| 2016년           | 진출 실패        | 진출 실패        | 진출 실패        | 진출 실패        | 진출 실패        | 진출 실패        | 진출 실패        | 진출 실패        | 진출 실패        |
| 합계             | 1회 진출(1/14)   | 8강(1회)         | 4                | 1                | 2                | 1                | 5                | 4                | 5                |

## 주요 선수
- 지기 디아라
- 몰라 와귀에
- 아마다 트라오레 (1995년 6월 5일)
- 아마다 트라오레 (1995년 6월 28일)
- 아마리 트라오레
- 압둘라이 디아비
- 무사 둠비아
- 라사나 쿨리발리
- 무사 마레가
- 살리프 쿨리발리
- 이브 비수마
- 아마두 하이다라

## 역대 감독
| 감독            | 임기        |
| --------------- | ----------- |
| 크리스티앙 달제 | 2002 ~ 2003 |
| 스티븐 케시     | 2008 ~ 2010 |
| 알랭 지레스     | 2010 ~ 2012 |
| 알랭 지레스     | 2015 ~ 2017 |